# Visitação (Gregório Lopes, Espírito Santo)
Visitação é uma pintura a óleo sobre madeira, de c. de 1525 - 1550, do artista português do Renascimento Gregório Lopes (c. 1490-1550), obra que está atualmente ao Museu de Évora.
A Visitação de Gregório Lopes representa obviamente o episódio bíblico da visita de Maria, grávida de Jesus, à sua prima Isabel, que era muito mais velha e que estava igualmente perto de dar à luz João Baptista.
A Gregório Lopes são atribuidas a criação de três outras versões da Visitação (todas em Galeria), uma proveniente do extinto Convento de S. Bento, outra que pertencia ao Retábulo do Paraíso, estando estas atualmente no MNAA, e outra ainda proveniente do Convento do Bom Jesus de Valverde que está actualmente também no Museu de Évora.

## Descrição e história
O centro da composição está ocupado pelas duas primas de pé de corpo inteiro. Isabel curva-se perante Maria que, de olhos baixos, coloca a mão esquerda sobre o ombro da prima, apoiando a mão direita sobre o braço dela. Atrás, no lado esquerdo, dois anjos de longas túnicas parecem comentar a cena. Do lado direito, mais atrás, alinham-se algumas casas, encontrando-se à frente da primeira um homem que puxa um cavalo, enquanto num alpendre se divisa uma outra figura humana, e uma outra em frente de uma porta um pouco mais recuada. Por detrás das casas, desenvolve-se uma árvore com uma copa bastante frondosa, que ocupa uma parcela significativa da tela, onde se parecem identificar silhuetas, uma humana e uma animal. Em fundo uma paisagem de montanhas suaves em tons de azul.
A pintura esteve inicialmente na sacristia da Igreja do Espírito Santo, mas devido às más condições em que ali se encontrava, a pintura foi transferida para o Convento de São Bento de Cástris, também em Évora, onde funcionou a secção masculina da Casa Pia de Évora, desde a década de 1960 até 2005, tendo o responsável por esta instituição solicitado o restauro da pintura e por não existirem condições naquele Convento a pintura acabou por ser entregue à guarda do Museu de Évora.

### Galeria

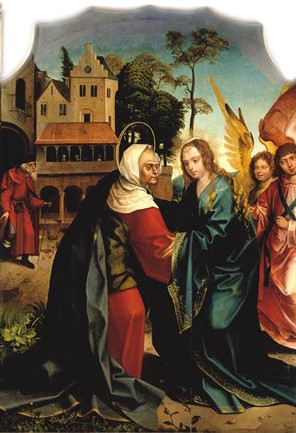
Visitação (c. 1527), de Gregório Lopes, no MNAA, proveniente da Ermida do Paraíso
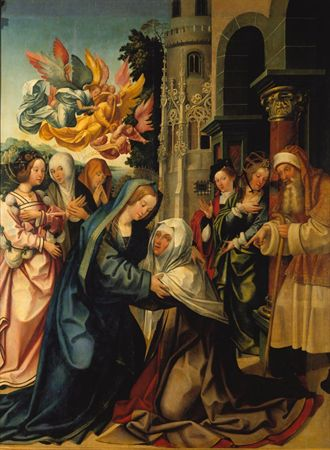
Visitação (c. 1520), de Gregório Lopes, no MNAA, proveniente do Convento de São Bento
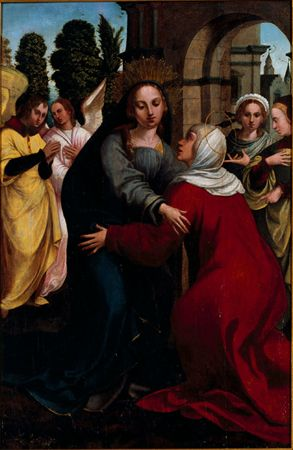
Visitação (década de 1520), de Gregório Lopes, proveniente do Convento do Bom Jesus de Valverde, actualmente no Museu de Évora.

### Ligação externa
- Página oficial do Museu de Évora